# 다리아 워보위
다리아 워보위(영어: Daria Werbowy, 우크라이나어: Дарія Вербова, Dariya Verbova, 1983년 11월 19일 ~ )는 캐나다의 모델이다.